# Serhij Tihipko
Serhij Leonidovyč Tihipko (in ucraino Сергій Леонідович Тiгiпко?; Dragonesti, 13 febbraio 1960) è un politico ucraino.

## Biografia
Serhij Tihipko è nato nel 1960 nel villaggio Dragonesti, distretto Lazovskij, nella Repubblica Socialista Sovietica Moldava. Nel 1982 ha ottenuto la laurea in ingegneria metallurgica presso l'università di Dnipropetrovs'k, città che ha dato i natali a numerosi esponenti della dirigenza sovietica sotto Leonid Brežnev e dell'attuale classe politica ucraina.
Dal 1982 al 1984 ha svolto il servizio militare tra i carristi. Nel 1984 torna a Dnipropetrovs'k, dove inizia a lavorare come vice direttore presso un istituto tecnico. Nel 1986 diventa responsabile della propaganda della sezione giovanile regionale della Komsomol. Dal 1989 è primo segretario della stessa organizzazione, che funge da sede per politici ed imprenditori di prima grandezza nazionale. Qui conosce Julija Tymošenko.

## Carriera
Nel 1991 Tihipko è vicepresidente della direzione della banca commerciale Dnipro. Dal 1992 è presidente della direzione della PrivatBank che, negli anni, si trasformerà in uno dei principali istituti del Paese. Dal 1994 al 1997, nel periodo in cui viene introdotta la moneta nazionale - il grivnia -, Tihipko è consigliere presidenziale per la politica monetaria, nel 1997 vice-premier ucraino con incarico per l'economia, nel 1999 ministro dell'economia. Nel 2000 Tihipko è eletto come deputato della Rada nazionale e dal dicembre 2002 al 2004 è governatore della Banca centrale. A lungo è stato considerato vicino al secondo presidente Leonid Kučma, che nel 2004 gli preferì Viktor Janukovyč. L'autorevole settimanale Korrespondent ha calcolato nel 2009 la sua fortuna in 369 milioni di dollari.

## Presidenziali del 2010
Nel 2010 si è presentato alle elezioni presidenziali venendo registrato con il numero 6. Secondo un sondaggio della russa VTsIOM, a pochi giorni dal voto, Tihipko avrebbe potuto scalzare Julija Tymošenko come secondo classificato al primo turno. Vari media lo consideravano come un valido outsider ed una possibile sorpresa. Tihipko si è poi posizionato terzo al primo turno elettorale, con il 13% dei voti, dopo Viktor Janukovyč e Julija Tymošenko. Non ha quindi avuto accesso al secondo turno, vinto da Viktor Janukovyč.

## Piattaforma politica
Tihipko spinge affinché l'Ucraina abbia una politica costruttiva sia con la Russia che con l'Occidente. Nel settembre 2009 ha criticato la dirigenza del Paese, poiché essa aveva partecipato nel tentativo di creare un "cordone sanitario" intorno alla Russia. Ingenti sono i danni che questa politica ha causato all'Ucraina. Nel lungo periodo l'ex repubblica sovietica deve mirare alla piena integrazione europea. È presto per diventare sia membro della NATO sia della UE.

## Incarico politico
Dopo l'elezione come presidente di Viktor Janukovyč nel febbraio 2010, Tihipko è stato scelto come vicepremier con il mandato per l'economia nel governo capitanato da Mykola Azarov.

## Vita privata

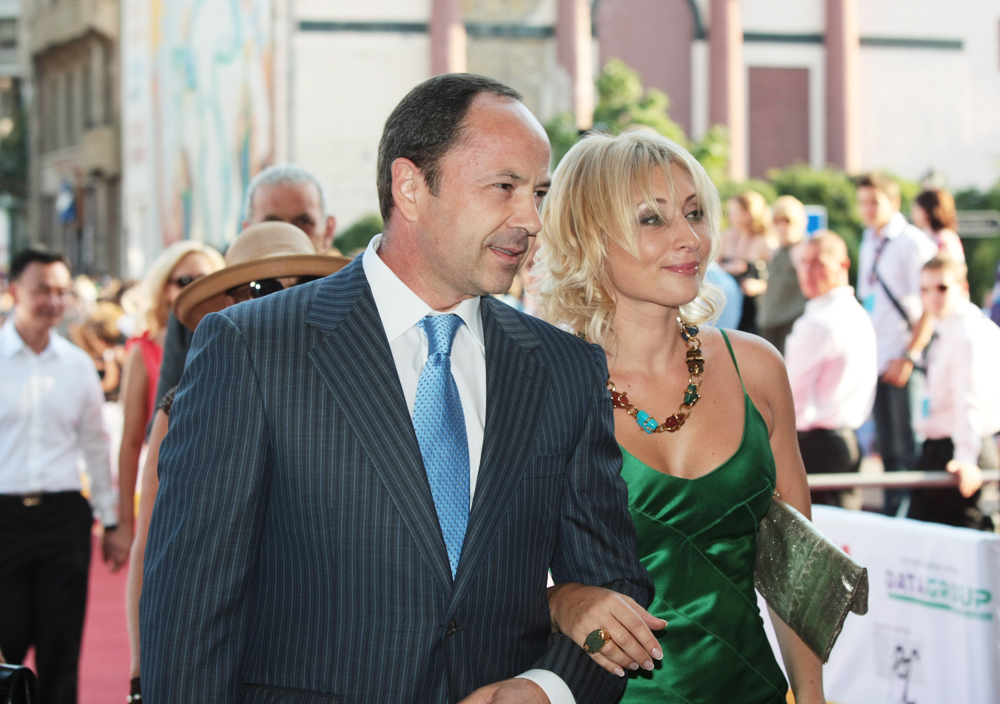
Tihipko e sua moglie Viktoria nel luglio 2010 al Festival Internazionale del Film di Odessa

Tihipko è stato sposato con Natalia Tihipko dal 1981 al 2004. Hanno avuto una figlia, Hanna, nata nel 1984, che lavora in un'azienda di proprietà del padre. 
Tihipko sposò Viktoriya Tigipko più tardi nel 2004, durante la campagna elettorale presidenziale ucraina di quell'anno. Viktoria è il presidente dell'Odessa International Film Festival. È anche amministratrice delegata di una società di venture capital che investe in progetti online in tutto il mondo ed è considerata una delle donne d'affari di maggior successo in Ucraina.. La coppia ha tre figli, nati nel 2002, 2005 e 2008.